# Consulenza infermieristica
La consulenza infermieristica è il processo tramite il quale un infermiere fornisce indicazioni su aspetti clinico-assistenziali, riabilitativi o educativi che coinvolgono uno o più assistiti.

## Caratteristiche
Di norma la consulenza di un infermiere specialista porta alla realizzazione di un piano di assistenza, alla formulazione delle relative diagnosi infermieristiche e alla supervisione dei processi o delle tecniche assistenziali di cui è esperto (ad esempio l'infermiere specialista in wound-care, esperto nel trattamento delle lesioni cutanee). Può altresì essere coinvolto nell'identificazione dei bisogni di una particolare popolazione, come nel caso dell'infermiere di comunità e famiglia.

## Nel mondo

### Italia
Attualmente in Italia manca una normativa contrattuale che regoli l'esercizio nelle aziende sanitarie dei professionisti specialisti.